# Песин, Зиновий Борисович
Зиновий (Зелик) Борисович Песин (подпольная кличка — Зоя; 1896, Горки, Могилёвская губерния, Российская империя — 28 марта 1919, Гомель, Могилёвская губерния, РСФСР) — революционер, большевик, участник борьбы за Советскую власть в Белоруссии.

## Биография
Родился в городе Горки Могилёвской губернии в 1896 году. Его отец, Борис Песин — грузовой балагол (ломовой извозчик), в Гомеле работал столяром.
Зиновий, как и отец, также работал столяром. В 1917 году один из руководителей большевистской фракции Гомельского городского профсоюза столяров, начальник отряда по борьбе со спекуляцией, начальник заградительного отряда.
Во время гражданской войны, в период оккупации Гомеля кайзеровскими войсками, Зелик Песин был членом подпольного комитета Полесской губернской организации РКП(б), член подпольной боевой дружины. В 1918 году в доме З. Б. Песина по улице Луговой (ныне — Песина) находилась подпольная квартира.
29 марта 1919 года во время Стрекопытовского мятежа был схвачен восставшими и замучен до смерти.
31 марта 1919 года состоялись похороны 25 жертв Стрекопытовского мятежа. Погибших, включая Зиновия Песина, похоронили в братской могиле коммунаров.

## Память

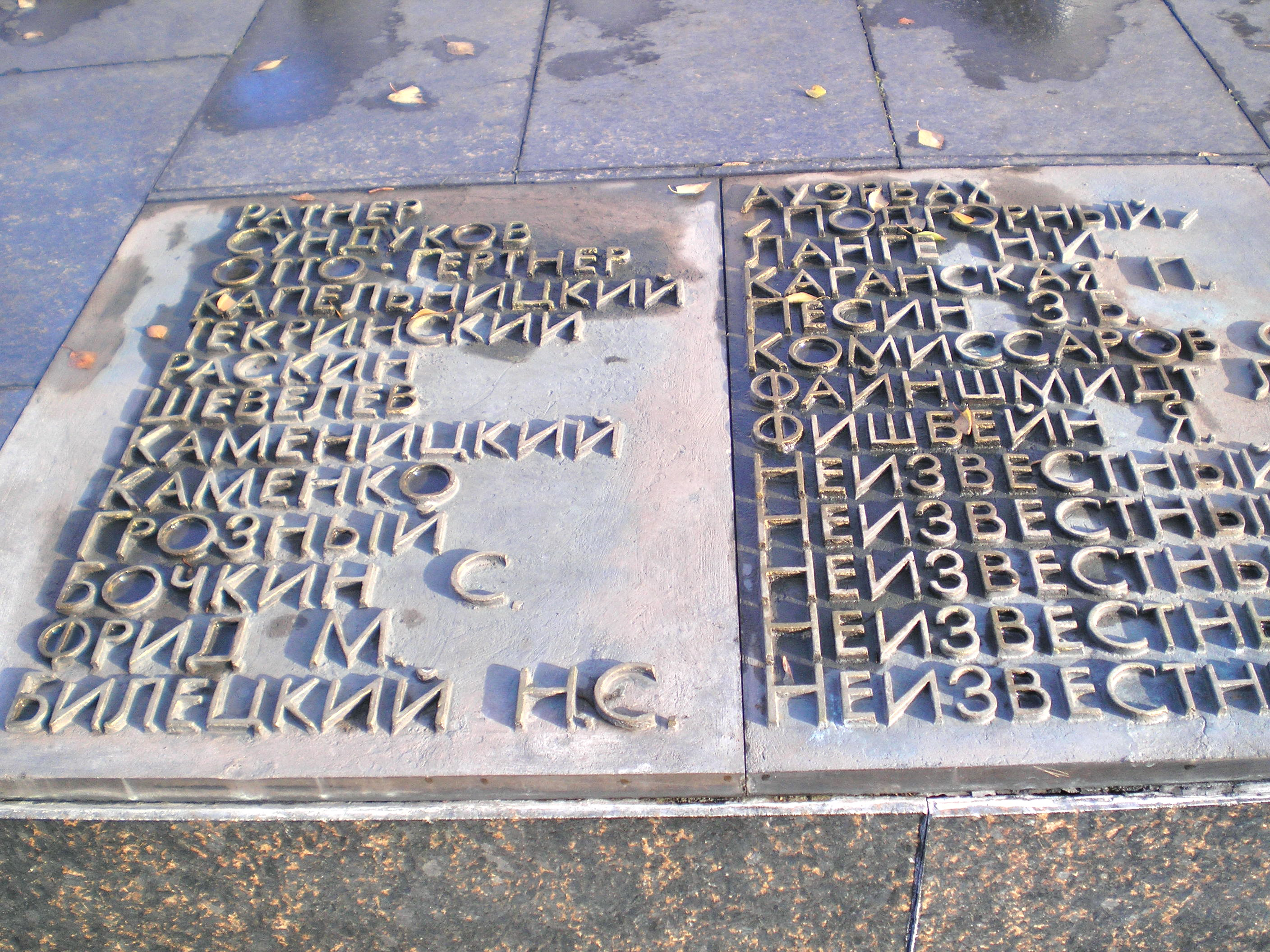
Мемориальная плита на могиле коммунаров. Надпись Песин З. Б.

В 1949 году на братской могиле коммунаров установлен памятник — надгробная плита. Именем З. Б. Песина в Гомеле была названа улица, на которой он проживал (бывшая Луговая).